# Anthony Greminger
Anthony Greminger (* 19. Juli 1994 in Offenburg) ist ein deutscher Jazzmusiker (Schlagzeug).

## Leben und Wirken
Greminger erhielt durch seinen Vater, einen Musiker, ab dem vierten Lebensjahr Unterricht nach den Büchern von Dante Agostini. Er lernte durch ihn verschiedenste Musikgenres, insbesondere Jazz und Fusion kennen. Früh nahm er an Wettbewerben („Heavytones Kids“) und Schlagzeugcamps in den USA (Unterricht bei Dave Weckl, Peter Erskine, Horacio Hernández) und Workshops teil, etwa 2008 bei einer Arbeitsphase mit der „European Masterclass Bigband“ unter Leitung von Peter Herbolzheimer.
2012 begann er an der Hochschule für Musik und Tanz Köln ein Instrumental-Studium bei Jonas Burgwinkel. Seit März 2018 ist er Mitglied des Bundesjazzorchesters und an dessen Album 30 Jahre beteiligt.
Greminger spielt in der Kölner Jazzszene in unterschiedlichen Besetzungen, zunächst im Trio RYMM mit Thea Soti und Salim Javaid und dem experimentellen Saxophon-Trio Just Another Foundry (mit Jonas Engel und Florian Herzog), dessen Debütalbum Bouwer 2017 von Double Moon Records veröffentlicht wurde; 2018 erschien das zweite Album bei jazzwerkstatt. 2017 gründete er zusammen mit Fabian Dudek die TripHop-Jazz-Band Totenhagen/Dudek/Anft/Greminger. Auch gehört er zu der Band Der weise Panda um Sängerin Maika Küster (gleichnamiges Album bei JazzHausRecords). Weiterhin ist er auf Alben mit 4mament oder mit Otto Normal zu hören.

## Preise und Auszeichnungen
Mit dem Trio Just Another Foundry war er 2015 Finalist beim Jungen Münchner Jazzpreis. und erhielt im selben Jahr den Jungen Deutschen Jazzpreis. Mit diesem Trio gewann er 2016 den Tremplin Jazz Award de Avignon und 2017 den Maastricht Jazz Award.